# Éric Boyer (homme politique)
Pour les articles homonymes, voir Éric Boyer et Boyer.
Éric Boyer est un homme politique français né le 23 juin 1939. Professeur de profession, il entre au Sénat français en tant que sénateur de La Réunion le 27 septembre 1992 et achève son mandat sur un constat de déchéance par le Conseil constitutionnel le 20 janvier 1996. Il a auparavant été conseiller général de La Réunion et même président du conseil général de La Réunion entre 1988 et 1994.